# Spinostropheus
Spinostropheus byl rod menšího dvounohého masožravého dinosaura (teropoda) z období střední jury, patřícího mezi ceratosaury (zřejmě abelisauridy nebo noasauridy).

## Popis
Spinostropheus představoval středně velkého teropoda. Byl zhruba 2 metry vysoký, asi 4 až 6,2 metru dlouhý, a jeho odhadovaná hmotnost činila kolem 200 kg. Podle jiných odhadů mohl být ještě větší, a to asi 8,5 metru dlouhý a kolem 600 kilogramů těžký.
Podle studie z roku 2002 (Sereno et al.) je tento rod blízce příbuzný dravým dinosaurům z čeledi Abelisauridae, možná se však jednalo i o noasaurida. Jeho fosilie byly objeveny na Sahaře v Abaka v Nigeru (geologické souvrství Tiourarén). Odhadované stáří nálezu činí 167 až 164 miliónů let (Ma), tedy období střední jury.